# Nanbu (Yamanashi)
Nambu (南部町 Nanbu-chō?), a veces escrito como Nanbu por su transliteración al inglés, es un municipio situado en la prefectura de Yamanashi, Japón. Tiene una población estimada, a inicios de 2023, de 7079 habitantes.
Está localizado en la parte central de la isla de Honshū. Forma parte del distrito de Minamikoma.

## Geografía
Es el municipio más meridional de la prefectura de Yamanashi. Está ubicado a unos 60 kilómetros al sur de la ciudad de Kōfu. El río Fuji atraviesa la localidad. Alrededor del 90% del área del municipio está cubierta de bosques, y menos del 4% se utiliza para la agricultura. Con una elevación promedio de 150 metros, Nanbu tiene la elevación más baja de cualquier municipio en Yamanashi.

## Historia
El clan Nambu, un prominente clan daimyo del norte de Japón durante el período Edo, tiene sus orígenes en el territorio donde hoy en día se encuentra la ciudad. Durante el período Edo, toda la provincia de Kai estaba bajo el control directo del shogunato Tokugawa. Durante la reforma catastral de principios del período Meiji, el 1 de abril de 1889 se creó la villa de Nambu dentro del distrito de Minamikoma, prefectura de Yamanashi. La villa fue elevada al estado de municipio en 1955 y se fusionó con el municipio vecino de Tomizawa el 1 de marzo de 2003 para formar el municipio actual de Nambu.

## Demografía
Según los datos del censo japonés, la población de Nambu ha disminuido constantemente en los últimos 80 años.
| Gráfica de evolución demográfica de Nambu entre 1940 y 2024 |
|                                                             |
| Oficina de Estadística de Japón                             |

## Economía
Tradicionalmente, la economía local se ha basado en la silvicultura y el cultivo del té verde.